# Bratislava Open 2022
Il Bratislava Open 2022 è stato un torneo maschile di tennis professionistico. È stata la 3ª edizione del torneo, facente parte della categoria Challenger 90 nell'ambito dell'ATP Challenger Tour 2022, con un montepremi di 67 960 €. Si è svolto dal 6 al 12 giugno 2022 sui campi in terra rossa del TK Slovan di Bratislava, in Slovacchia.

## Partecipanti

### Teste di serie
| Nazionalità   | Giocatore       | Ranking* | Testa di serie |
| ------------- | --------------- | -------- | -------------- |
| Svizzera      | Henri Laaksonen | 96       | 1              |
| Taipei cinese | Tseng Chun-hsin | 108      | 2              |
| Slovacchia    | Norbert Gombos  | 111      | 3              |
| Slovacchia    | Andrej Martin   | 127      | 4              |
| Rep. Ceca     | Zdeněk Kolář    | 133      | 5              |
| Austria       | Dennis Novak    | 149      | 6              |
| Rep. Ceca     | Vít Kopřiva     | 167      | 7              |
| Kazakistan    | Dmitrij Popko   | 176      | 8              |

* Ranking al 23 maggio 2022.

### Altri partecipanti
I seguenti giocatori hanno ricevuto una wild card per il tabellone principale:
- Miloš Karol
- Lukáš Klein
- Peter Benjamín Privara

Il seguente giocatore è entrato in tabellone con il ranking protetto:
- Attila Balázs

Il seguente giocatore è entrato in tabellone come alternate:
- Daniel Dutra da Silva

I seguenti giocatori sono passati dalle qualificazioni:
- Evgenij Karlovskij
- Johan Nikles
- Oleg Prihodko
- Oleksii Krutykh
- Alejandro Moro Cañas
- Fábián Marozsán

I seguenti giocatori sono entrati in tabellone come lucky loser:
- Filip Cristian Jianu
- Louis Wessels

## Campioni

### Singolare
Aleksandr Ševčenko ha sconfitto in finale  Riccardo Bonadio con il punteggio di 6–3, 7–5.

### Doppio
Sriram Balaji /  Jeevan Nedunchezhiyan hanno sconfitto in finale  Vladyslav Manafov /  Oleg Prihodko con il punteggio di 7–6(6), 6–4.